# Conchocarpus inopinatus
Conchocarpus inopinatus är en vinruteväxtart som beskrevs av J. R. Pirani. Conchocarpus inopinatus ingår i släktet Conchocarpus och familjen vinruteväxter. Inga underarter finns listade i Catalogue of Life.